# Kathrin Zimmermann
Pour les articles homonymes, voir Zimmermann.
Kathrin Zimmermann, née le 22 décembre 1966 à Gera, est une nageuse est-allemande.

## Carrière
Kathrin Zimmermann participe aux Jeux olympiques d'été de 1988 à Séoul et remporte la médaille d'argent dans l'épreuve du 200 m dos.

## Palmarès

### Championnats d'Europe
- Championnats d'Europe 1983 à Rome (Italie) :
  -  Médaille d'argent du 200 m dos.
- Championnats d'Europe 1985 à Sofia (Bulgarie) :
  -  Médaille d'argent du 100 m dos ;
  -  Médaille d'argent du 200 m dos.
- Championnats d'Europe 1987 à Schiltigheim (France) :
  -  Médaille d'argent du 200 m dos ;
  -  Médaille de bronze du 100 m dos.